# Luciano Massarelli
Luciano Nicolás Massarelli (Buenos Aires, 23 luglio 1993) è un cestista argentino con cittadinanza spagnola.